# Bodil Ipsen
Bodil Ipsen (Copenaghen, 30 agosto 1889 – Copenaghen, 26 novembre 1964) è stata un'attrice e regista danese.

## Biografia
Nel 1946 il suo film I campi scarlatti, diretto assieme a Lau Lauritzen, ha vinto il Grand Prix du Festival International du Film al Festival di Cannes.

## Filmografia

### Regista
- Afsporet, co-regia di Lau Lauritzen Jr. (1942)
- Drama på slottet (1943)
- I campi scarlatti (De røde enge), co-regia di Lau Lauritzen Jr. (1945)
- Bröllopsnatten (1947)
- Det sande ansigt, co-regia di Lau Lauritzen Jr. (1951)
- Café paradis (Det sande ansigt), co-regia di Lau Lauritzen Jr. (1951)